# 阿朗·哥斯免斯基
阿朗·哥斯免斯基（波蘭語：Aaron Kośmiński；原名為阿朗·莫德克·哥斯免斯基），1865年9月11日—1919年3月24日）被懷疑是知名連環殺人案「白教堂殺人案」中的兇手開膛手傑克的真實身分，是移民英國倫敦的猶太人，於1891年2月入住精神病院，自此於該地度過餘生，直到1919年離世為止。是重度嫌疑犯之一。
2014年9月，基因專家亞里·洛海莱宁（Jari Louhelainen）比對了受害者凯瑟琳·埃多斯的的披肩上疑似兇手的DNA后，稱阿朗·哥斯免斯基就是DNA的主人。
然而，洛海莱宁的發現未曾經過其他科學家或研究者的同行評審。

## DNA證據疑點
DNA分析專家亞里·洛海莱宁博士於2014年9月7日宣稱，他將凱薩琳·艾道斯的披肩上殘留的DNA，與艾倫·柯明斯基的姊妹的女性後代凱倫·米勒（Karen Miller）所提供的DNA做比對 。其中第一條DNA鏈的測試結果顯示DNA有99.2%相配，而在檢驗第二條DNA鏈時則顯示出完美的100％相配。
然而，對該報告的批評也跟著接連出現。批評者首先指出的問題點是，洛海莱宁的調查結果是被刊登在英國的小報「每日郵報」上 ，相較於需經過同行評審才能刊登文章的學術期刊，刊登文章在報紙上並不需要經過學術審查，因此較缺乏公信力。來自奧勒岡州一家報社的評論家蘇珊娜·L·博德曼（Susannah L. Bodman）便指出，「刊登在每日郵報上的報導，其學術證據──可以說不被認為是有力的。」
曾在1984年發明遺傳指紋分析的遺傳學家亞歷克·傑弗里斯也證實，報告中提供的重要證據──DNA證據中出現了「314.1C」的序列變異，這種變異每二十九萬人中只會出現一個，具有高度鑑別性，且凱倫·米勒身上便帶有這種序列變異──實際上是常見的序列變異「315.1C」命名錯誤後的結果，而99%的歐洲人身上都帶有這種序列變異，並不罕見。
此外，已知艾道斯的兩名後代曾在2007年與披肩待在同一間屋子內長達三天。套用其中一位評論家的話，「這塊披肩已經和非常多人接觸過，被他們觸碰、呼吸和吐口水。」披肩或其他物品在接受DNA檢驗之前，或在DNA檢驗進行中，都有可能已經被其他雜質汙染。儘管受到這些批評，洛海莱宁博士仍持續為他的成果辯護。

### 書籍
- Begg, Paul (2003). Jack the Ripper: The Definitive History. London: Pearson Education. ISBN 0-582-50631-X
- Cook, Andrew (2009). Jack the Ripper. Stroud, Gloucestershire: Amberley Publishing. ISBN 978-1-84868-327-3
- Edwards, Russell (2014). Naming Jack the Ripper. London: Sidgwick and Jackson.
- Evans, Stewart P.; Rumbelow, Donald (2006). Jack the Ripper: Scotland Yard Investigates. Stroud, Gloucestershire: Sutton Publishing. ISBN 0-7509-4228-2
- Evans, Stewart P.; Skinner, Keith (2000). The Ultimate Jack the Ripper Sourcebook: An Illustrated Encyclopedia. London: Constable and Robinson. ISBN 1-84119-225-2
- Fido, Martin (1987). The Crimes, Death and Detection of Jack the Ripper. Vermont: Trafalgar Square. ISBN 978-0-297-79136-2
- Kendell, Colin (2010). Jack the Ripper – The Theories and the Facts. Stroud, Gloucestershire: Amberley. ISBN 978-1-4456-0084-0
- Knight, Stephen (1976; rev. 1984; repr. 2000). Jack the Ripper: The Final Solution. London: Bounty Books. ISBN 0-7537-0369-6
- Marriott, Trevor (2005). Jack the Ripper: The 21st Century Investigation. London: John Blake. ISBN 1-84454-103-7
- Rumbelow, Donald (2004). The Complete Jack the Ripper: Fully Revised and Updated. Penguin Books. ISBN 0-14-017395-1
- Werner, Alex (editor) (2008). Jack the Ripper and the East End. London: Chatto & Windus. ISBN 978-0-7011-8247-2
- Whitehead, Mark; Rivett, Miriam (2006). Jack the Ripper. Harpenden, Hertfordshire: Pocket Essentials. ISBN 978-1-904048-69-5
- Wilson, Colin; Odell, Robin (1987) Jack the Ripper: Summing Up and Verdict. Bantam Press. ISBN 0-593-01020-5
- Woods, Paul; Baddeley, Gavin (2009). Saucy Jack: The Elusive Ripper. Hersham, Surrey: Ian Allan Publishing. ISBN 978-0-7110-3410-5